# Selecció de rugbi XV de Samoa
La Selecció de rugbi de Samoa (també coneguda com a Manu Samoa) és la selecció nacional en rugbi de Samoa La selecció de Samoa està dirigida per les Federacions de rugbi afiliades de Samoa. El concepte Manu Samoa és en honor d'un famós guerrer samoà. Abans dels partits realitzen un conegut repte tradicional anomenat siva tau. Anteriorment, la selecció samoana formava part de l'Aliança de rugbi dels illencs del Pacífic (PIRA en agnlès), juntament amb Fiji i Tonga. Actualment es troben en 12a posició en el rànquing mundial.
El rugbi fou introduït a Samoa a principis dels anys 20 del segle xx, creant-se ben aviat un cos governatiu. El primer partit internacional va ser disputat com a Samoa occidental, que els va enfrontar amb Fiji, el 1924. Juntament amb Tonga, aquestes tres seleccions competeixen regularment en tornejos com el Tres Nacions del Pacífic (el primer dels quals va guanyar Samoa). Entre el 1924 i el 1927 Samoa va competir amb el nom de Samoa Occidental.
Samoa ha estat en cada Copa del Món de Rugbi des del primer torneig. Aquella edició, juntament amb la del 1995, són on Samoa ha realitzat un millor resultat, arribant tots dos cops als quarts de final.
Els colors de l'uniforme són el blau i el blanc.

## Història
Els Germans Maristes van portar el rugbi a Samoa Occidental el 1924, i aquell mateix any es va formar la Unió de rugbi de Samoa. El 18 d'agost d'aquell any Samoa Occidental va disputar el seu primer partit internacional, contra Fiji, a Apia, capital del país, on els visitants es van imposar per 0-6. El partit es va disputar a les 7 del matí, perquè els jugadors poguessin anar a treballar després, i en un camp que tenia un arbre al mig. El partit de tornada el va guanyar Samoa per 9-3.
El 1954 Samoa Occidental va visitar als seus veïns del Pacífic, Fiji i Tonga, però fins al cap de 20 anys no aniria a Nova Zelanda.
El Torneig de les Tres Nacions del Pacífic entre les seleccions de Tonga, Fiji i Samoa Occidental va ser establert el 1982. En aquella primera edició, Samoa es va proclamar campiona. Posteriorment Gal·les visitaria Samoa, derrotant a l'equip local per 16-32. Després seria el torn de Samoa d'anar al país britànic, fet que va portar al petit país del Pacífic al primer pla del rugbi internacional, tot i que no va ser convidada al primer campionat del món del 1987.
El 1988 Samoa va realitzar un tour de 14 partits per Europa. Més tard disputaria la fase de classificació per la següent Copa del Món, a Tòquio, on va aconseguir una plaça per a la Copa del Món de 1991, disputada al Regne Unit. Allí van causar impressió. Primer van derrotar Gal·les a Cardiff, 13-16, per després passar per sobre d'Argentina, 35-12. Finalment perdrien contra Austràlia (9-3), la futura campiona, però ja havien aconseguit la classificació. Samoa Occidental, un país amb una població de 160.000 habitants, havia aconseguit classificar-se per als quarts de final. Allí serien eliminats per Escòcia, 28-6, però els samoans s'havien convertit en la revelació del torneig.
Al llarg dels següents dos anys Samoa va assolir èxits notables, essent els més importants la victòria al Seven de Hong Kong del 1993 i el Seven de Middlesex de 1992. A la Copa del Món de 1995, disputada a Sud-àfrica, l'equip va demostrar que pertanyia al primer nivell del rugbi mundial. Per segona edició consecutiva Samoa es va classificar per als quarts de final, derrotant pel camí a Argentina i Itàlia, però finalment foren eliminats per la selecció amfitriona per 42–14. Després de la copa, el Manu Samoa va realitzar una gira per Anglaterra i Escòcia, empatant 15–15 amb els escocesos i perdent 27–9 contra els anglesos.
Amb l'arribada del rugbi professional, el 1995, també va arribar a Samoa una nova estructura administrativa. Això va ser possible gràcies a la unió de Fay Richwhite i la Unió samoana de rugbi, creant-se la Manu Samoa Rugby Limited. Fay Richwhite va invertir $5 milions de dòlars entre 1995 i 2004 en el rugbi samoà.
Samoa va tornar a arribar als quarts de final en la Copa del Món de 1999, després de derrotar a Gal·les, l'amfitriona, per 31 a 38. Tot i així tornà a quedar eliminada per Escòcia en aquesta fase. També va disputar la Copa del Món de 2003.
Samoa es va classificar per la Copa del Món de 2011 després de superar a Papua Nova Guinea per un resultat agregat de 188 a 19 (12-73 a Port Moresby i 115-7 a Apia.

## Samoa a les Copes del Món

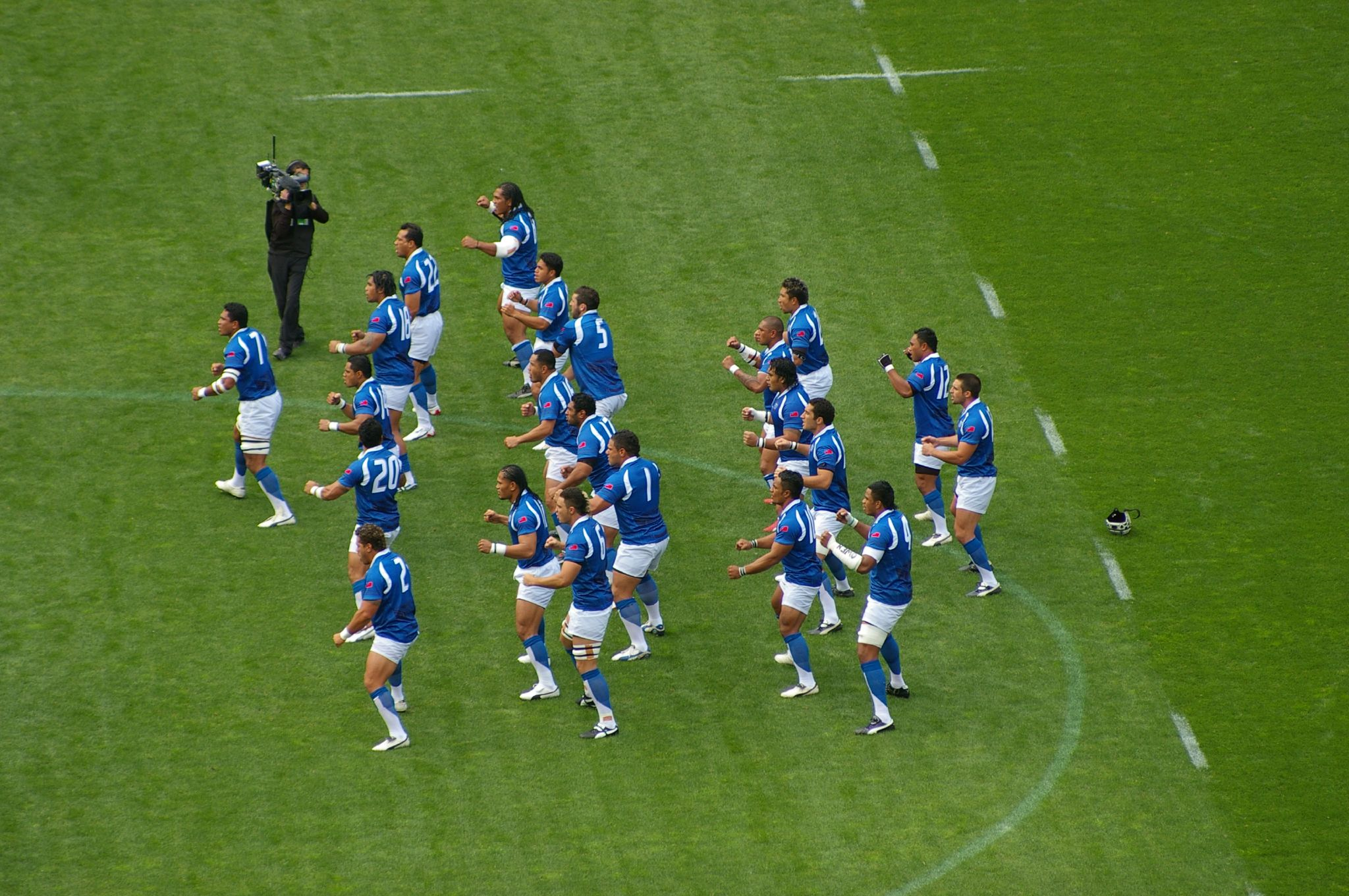
Samoa realitzant el Siva Tau abans de jugar contra Sud-àfrica durant la Copa del Món de 2007

| Any  | Resultat                    |
| ---- | --------------------------- |
| 1987 | No va participar            |
| 1991 | Quarts de final             |
| 1995 | Quarts de final             |
| 1999 | Play-off de quarts de final |
| 2003 | Fase de grups               |
| 2007 | Fase de grups               |
| 2011 | Fase de grups               |
| 2015 | Fase de grups               |